# Princesse Sarah (singolo)
Princesse Sarah è il quarantesimo singolo discografico della cantante italiana Cristina D'Avena, prodotto da Five Record Srl/Disques Adès, pubblicato nel 1987 e distribuito da Disques Adès. Questo è il primo e unico singolo non digitale della cantante pubblicato all'estero.

## Il brano
Princess Sarah è la sigla francese dell'anime Lovely Sara, scritta da Alessandra Valeri Manera su musica e arrangiamento di Giordano Bruno Martelli. Sul lato B è incisa la versione strumentale. La base musicale è quella della versione originale italiana dal titolo Lovely Sara ma diversa nella durata e nel mixaggio. In uno degli episodi finali della serie animata è stata inserita la base musicale con cori italiani della sigla italiana. Della canzone esiste una versione interpretata da Claude Lombard.
Nonostante in Francia sia stata pubblicata in varie raccolte, in Italia la canzone è stata pubblicata per la prima volta nel 2013 in occasione del trentennale della carriera dell'artista.
Il singolo venne pubblicato col tondino sia di color rosso, sia di color marrone scuro.

## Riferimenti storici
Secondo il sito ufficiale di Alessandra Valeri Manera il 1º marzo 1987 iniziò su La Cinq la messa in onda della serie animata giapponese Princesse Sarah, adattata a partire dai dialoghi italiani di Lovely Sara. L'intenzione degli editori fu quella di tradurre anche la sigla italiana prodotta l'anno precedente: Alessandra Valeri Manera adattò il testo in francese e il maestro Giordano Bruno Martelli realizzò un nuovo arrangiamento, definendo un pezzo diverso da quello italiano e creato appositamente per il mercato d'oltralpe.
Venne mantenuta Cristina D'Avena come interprete che, per la prima volta vide apparire il proprio nome sulla copertina di un 45 giri pubblicato all'estero; il disco, che la divisione musicale produsse appoggiandosi ad un'etichetta francese specializzata in musica per bambini di nome Disques Adès, ebbe un successo tale da incoraggiare la traduzione di nuovi pezzi. Vennero così adattate da Valeri Manera, Le avventure della dolce Kati (la cui messa in onda era prevista per il 6 giugno con il titolo Cathy la petite fermière), Magica, magica Emi con il titolo Emi magique, Sui monti con Annette con il titolo Dans les Alpes avec Annette e Mila e Shiro due cuori nella pallavolo con il titolo Jeanne et Serge (le cui serie animate iniziarono il 29 e il 31 agosto 1987).
Tutte le canzoni vennero nuovamente cantate dall'artista e trasmesse all'interno dei promo estivi sul canale La Cinq ma, nessuna di queste fu poi utilizzata come sigla, rimanendo così inedite. Le canzoni vennero interpretate da Valérie Barouille, cantante madrelingua e figlia del famoso Michel Barouille, storico interprete delle sigle dei cartoni della Génération Albator (Generazione Capitan Harlock).

## Tracce
- 45 giri: 11.129

Lato A
Testi di Alessandra Valeri Manera, musiche di Giordano Bruno Martelli; edizioni musicali Canale 5 Music e Sugar Music France.
1. Princesse Sarah – 3:48

Durata totale: 3:48
Lato B
Testi di Alessandra Valeri Manera, musiche di Giordano Bruno Martelli; edizioni musicali Canale 5 Music e Sugar Music France.
1. Princesse Sarah (strumentale) – 3:48

Durata totale: 3:48

## Produzione e formazione del brano
- Enzo Draghi – Produzione
- Giordano Bruno Martelli – Tastiere, programmazione e arrangiamento
- Tonino Paolillo – Registrazione e mixaggio al Mondial Sound Studio, Milano

## Pubblicazioni all'interno di album e raccolte
Princesse Sarah è stata pubblicata all'interno di varie raccolte francesi e solo una italiana
| Anno | Album                                          |
| ---- | ---------------------------------------------- |
| 1988 | Les feuilletons de La Cinq Jeunesse            |
| 1988 | Feuilletons de La Cinq                         |
| 1989 | Télé jeunesse - 18 chansons originales de La 5 |
| 2001 | Masters Génériques TV - Les années La 5 Vol. 2 |
| 2003 | Maxi Best of Volume 1 - Les années La 5        |
| 2013 | 30 e poi... - Parte seconda                    |